# Tristichium mirabile
Tristichium mirabile là một loài rêu trong họ Ditrichaceae. Loài này được Müll. Hal. Herzog mô tả khoa học đầu tiên năm 1914.